# Ґавіє
Ґавіє (перс. گاويه) — село в Ірані, у дегестані Шірджу-Пошт, у бахші Рудбоне, шагрестані Ляхіджан остану Ґілян. За даними перепису 2006 року, його населення становило 775 осіб, що проживали у складі 235 сімей.

## Клімат
Середня річна температура становить 14,77°C, середня максимальна – 28,79°C, а середня мінімальна – 0,32°C. Середня річна кількість опадів – 1168 мм.
| Клімат поселення                              | Клімат поселення | Клімат поселення | Клімат поселення | Клімат поселення | Клімат поселення | Клімат поселення | Клімат поселення | Клімат поселення | Клімат поселення | Клімат поселення | Клімат поселення | Клімат поселення | Клімат поселення |
| Показник                                      | Січ.             | Лют.             | Бер.             | Квіт.            | Трав.            | Черв.            | Лип.             | Серп.            | Вер.             | Жовт.            | Лист.            | Груд.            |                  |
| Середній максимум, °C                         | 9,30             | 9,70             | 12,09            | 17,72            | 21,90            | 25,81            | 28,79            | 28,48            | 25,27            | 21,18            | 16,58            | 12,39            |                  |
| Середня температура, °C                       | 4,81             | 5,22             | 7,60             | 13,23            | 17,41            | 21,32            | 24,60            | 24,31            | 21,12            | 17,00            | 12,40            | 8,20             |                  |
| Середній мінімум, °C                          | 0,32             | 0,73             | 3,10             | 8,74             | 12,93            | 16,82            | 20,46            | 20,15            | 16,95            | 12,84            | 8,25             | 4,04             |                  |
| Норма опадів, мм                              | 109              | 91               | 86               | 44               | 45               | 33               | 32               | 62               | 139              | 216              | 174              | 137              |                  |
| Середньомісячна швидкість вітру, м/с          | 2.40             | 2.50             | 2.49             | 2.42             | 2.40             | 2.66             | 2.60             | 2.31             | 2.10             | 2.10             | 2.04             | 2.20             |                  |
| Середньомісячна сонячна радіація, кДж/м²·день | 7010             | 9079             | 10976            | 15451            | 19688            | 21681            | 22308            | 18692            | 15153            | 10753            | 8600             | 6665             |                  |
| --------------------------------------------- | ---------------- | ---------------- | ---------------- | ---------------- | ---------------- | ---------------- | ---------------- | ---------------- | ---------------- | ---------------- | ---------------- | ---------------- | ---------------- |
| Джерело:                                      |                  |                  |                  |                  |                  |                  |                  |                  |                  |                  |                  |                  |                  |